# Эскобар, Пабло Даниэль
Пабло Даниэль Эскобар Оливетти (исп. Pablo Daniel Escobar Olivetti; родился 12 июля 1978 года, Асунсьон, Парагвай) — боливийский футболист и футбольный тренер парагвайского происхождения. Выступал на позиции нападающего. Лучший бомбардир в истории боливийского клуба «Стронгест».

## Клубная карьера
Эскобар — воспитанник клуба «Олимпия» из своего родного города. В 1999 году он дебютировал в чемпионате Парагвая. Пабло не был основным футболистом поэтому по окончании сезона в поисках игровой практики покинул команду. Он подписал контракт с аргентинским клубом «Химнасия Хухуй». В новой команде Эскобар также был резервистом и в основном выходил на замену.
В 2004 году он вернулся на родину, где недолго выступал за «Сан-Хосе Оруро», с которой стал лучшим бомбардиром чемпионата Боливии. После столь удачного выступления Пабло принял приглашения клуба «Стронгест». Эскобар забивал в каждом втором матче и был одним из лидеров команды. Несмотря на это во время выступлений за «Стронгест» он четыре раза отправлялся в аренду, выступая за бразильские «Ипатинга», «Санту-Андре», «Мирасол», а также парагвайский «Серро Портеньо».
После окончания контракта Пабло ещё несколько лет без особого успеха выступал в Бразилии за «Понте-Прета» и «Ботафого» из Рибейран-Прету. В 2011 году он вернулся в «Стронгест», где смог реанимировать карьеру, став лидером и главным голеодором команды. Эскобар помог клубу трижды выиграть чемпионат Боливии. В 2015 году Пабло забил все три гола в двухматчевом противостоянии первого этапа Кубка Либертадорес против мексиканской «Монаркас Морелия» и обеспечил «Стронгесту» участие в основном турнире. В 2016 году в поединке Кубка Либертадорес против венесуэльского «Трухильянос» Эскобар забил гол.
В 2017 году в матче Кубка Либертадорес против чилийского «Унион Эспаньола» Пабло сделал хет-трик.
В 2018 году завершил карьеру футболиста и вскоре был назначен главным тренером «Стронгеста».

## Международная карьера
7 сентября 2008 года в отборочном матче чемпионата мира 2010 против сборной Эквадора Эскобар дебютировал за сборную Боливии. 3 сентября 2011 года в товарищеском матче против сборной Перу он забил свой первый гол за национальную команду.
В 2015 году Пабло попал в заявку на участие в Кубке Америки в Чили. На турнире он сыграл в матчах против сборных Мексики, Эквадора и Чили.

### Голы за сборную Боливии
| #   | Дата            | Место                            | Противник | Счёт | Результат | Соревнование                          |
| --- | --------------- | -------------------------------- | --------- | ---- | --------- | ------------------------------------- |
| 01. | 3 сентября 2011 | Национальный стадион, Лима, Перу | Перу      | 0:1  | 2:2       | Товарищеский матч                     |
| 02. | 9 июня 2012     | Эрнандо Силес, Ла-Пас, Боливия   | Парагвай  | 2:0  | 3:1       | Чемпионат мира 2014 квалификация      |
| 03. | 9 июня 2012     | Эрнандо Силес, Ла-Пас, Боливия   | Парагвай  | 3:0  | 3:1       | Чемпионат мира 2014 отборочный турнир |
| 04. | 1 сентября 2016 | Эрнандо Силес, Ла-Пас, Боливия   | Перу      | 1:0  | 0:3       | Чемпионат мира 2018 квалификация      |
| 05. | 11 октября 2016 | Эрнандо Силес, Ла-Пас, Боливия   | Эквадор   | 1:0  | 2:2       | Чемпионат мира 2018 квалификация      |
| 06. | 11 октября 2016 | Эрнандо Силес, Ла-Пас, Боливия   | Эквадор   | 2:0  | 2:2       | Чемпионат мира 2018 квалификация      |

## Достижения
Командные
 «Стронгест»
- Чемпионат Боливии по футболу — Клаусура 2011/2012
- Чемпионат Боливии по футболу — Клаусура 2012/2013
- Чемпионат Боливии по футболу — Клаусура 2013/2014

Индивидуальные
- Лучший бомбардир Чемпионата Боливии — Клаусура 2004
- Футболист года в Боливии — 2014/15